# Juliana Makuchi Nfah-Abbenyi
Juliana Makuchi Nfah-Abbenyi (nom de plume, Makuchi), née en 1958 dans la région du Sud-Ouest du Cameroun, est une professeure et écrivaine camerounaise. Elle est aussi la première femme Beba à obtenir deux doctorats .

## Biographie
Makuchi est né en 1958 dans la région du Sud-Ouest du Cameroun et a grandi dans la région du Nord-Ouest. Elle est titulaire d'une licence en lettres bilingues de l'Université de Yaoundé, où elle a également effectué des études supérieures en littérature orale de 1979 à 1987. Elle a déménagé à Montréal, au Canada en 1988, puis elle est partie s'installer aux États-Unis en 1994. Elle a des enfants qui, selon elle, « parlent très peu Beba » .
Juliana Makuchi a été ancienne élève de l'Université de Yaoundé (BA, MA, Doctorat) et de l'Université McGill (Ph.D.), elle a enseigné à l'université du Sud du Mississippi avant de commencer son poste actuel à l'université d'État de Caroline du Nord. Depuis 2016, elle est présidente de l'Association de littérature africaine .

## Œuvres
- Le genre dans l'écriture des femmes africaines : identité, sexualité et différence (1997)
- Votre folie, pas la mienne : histoires du Cameroun (1999)
- La porte sacrée et autres histoires : Contes populaires camerounais des Beba (2008)
- Réflexions : Anthologie de nouvelles œuvres de poètes africaines (édité avec Anthonia Kalu et Omofolabo Ajayi-Soyinka, 2013)